# Pădurea Bălteni
Pădurea Bălteni este o arie naturală protejată de interes național ce corespunde categoriei a IV-a IUCN (rezervație naturală de tip forestier și floristic), situată în județul Vaslui, pe teritoriul administrativ al comunei Bălteni.

## Localizare
Pădurea Bălteni cunoscută și sub denumirea de Dumbrava Bălteni, se află în Podișul Central Moldovenesc, în partea nordică a județului Vaslui și în cea estică a satului Bălteni și este străbătută de apele râului Bârlad, ocupând ambele maluri ale acestuia. 

## Descriere
Rezervația naturală cu o suprafață de 22 de hectare, declarată arie protejată prin Legea Nr.5 din 6 martie 2000 (privind aprobarea Planului de amenajare a teritoriului național - Secțiunea a III-a - zone protejate), este o zonă depresionară în lunca Bârladului (temporar inundabilă), înconjurată de dealuri și reprezintă o arie naturală de interes forestier și floristic datorită speciilor arboricole și ierboase întâlnite în perimetru acesteia.

## Floră

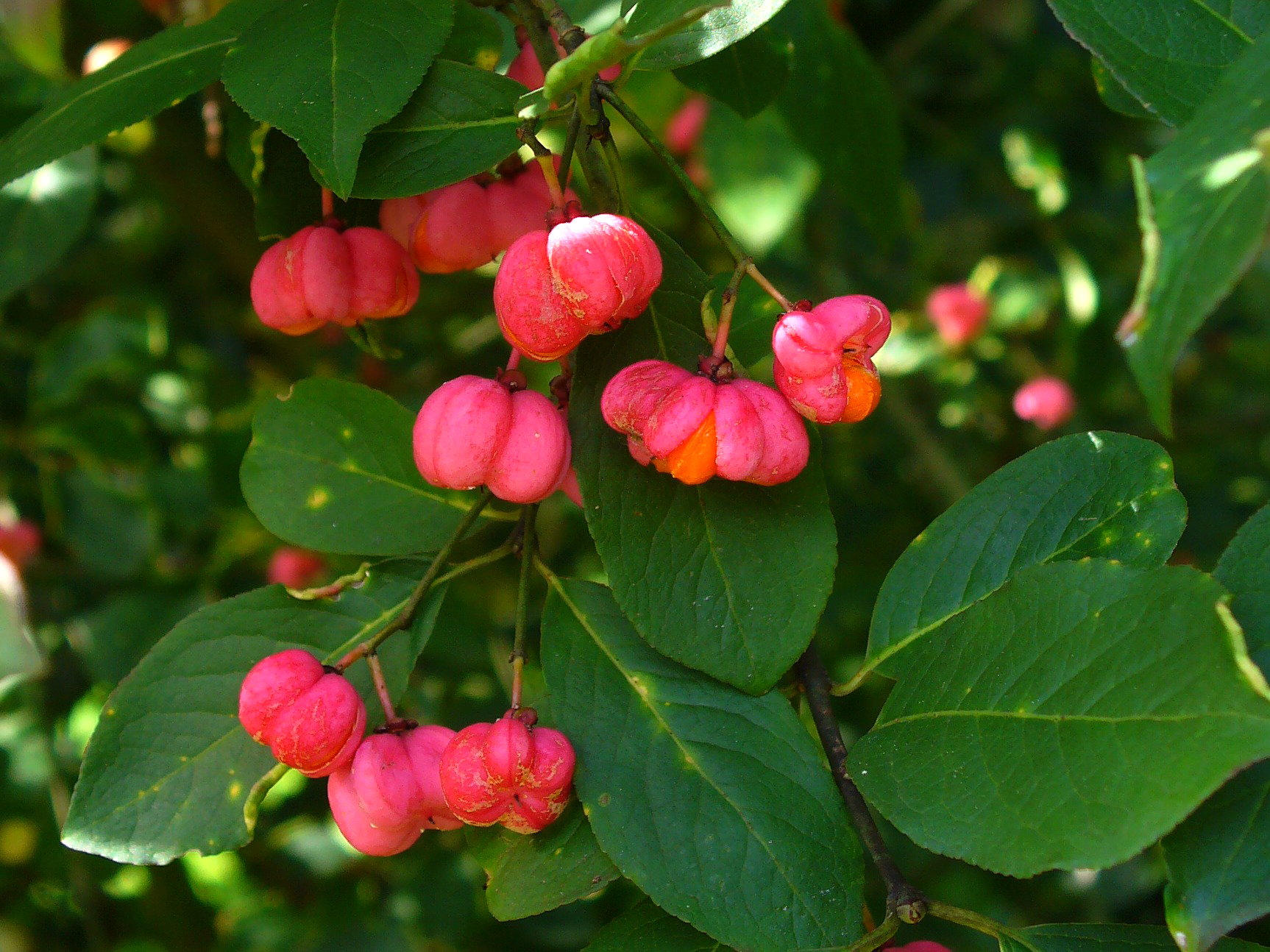
Salbă moale (Euonymus europaeus)

Vegetația forestieră este constituită atât din elemente arboricole, cât și din specii de arbuști, astfel:
Specii de arbori: stejar (Quercus robur), stejar brumăriu (Quercus pedunculiflora), carpen (Carpinus betulus), frasin (din genul Fraxinus augustifolia), velniș (Ulmus laevis), tei argintiu (Tilia tomentosa), plop alb (Populus alba), plop tremurător (Populus tremula), arțar (Acer platanoides), arțar tătăresc (Acer tataricum);
Specii de arbuști: corn (Cornus mas), alun (Corylus avellana), dârmoz (Viburnum lantana), păducel (Crataegus monogyna), lemn câinesc (Ligustrum vulgare), călin (Viburnum opulus), vorniceriu pitic (Euonymus nana), salbă moale (Euonymus europaeus) sau  măceș (Rosa canina).

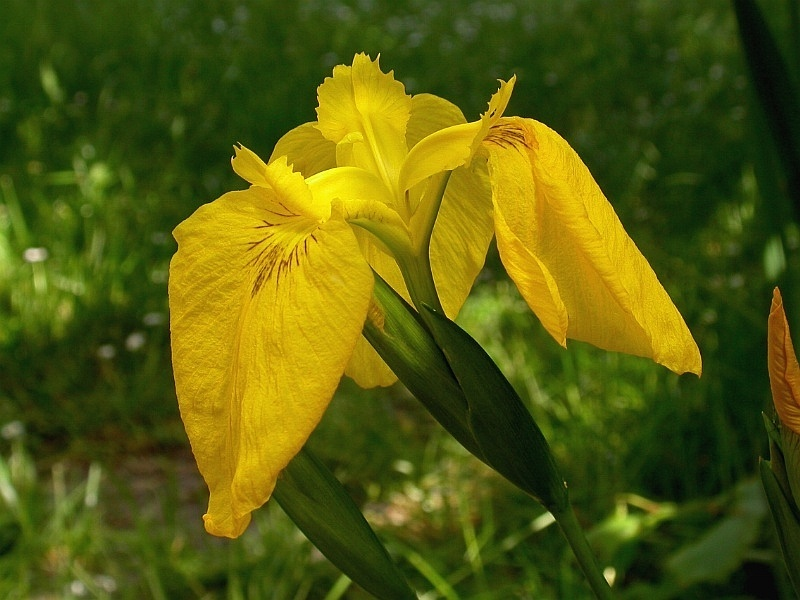
Stânjenel de baltă (Iris pseudacorus)

La nivelul ierburilor sunt întâlnite mai multe specii floristice, printre care: lalea pestriță (Fritillaria meleagris), ghiocel de baltă (din genul Liocojum aestivum, înrudit cu lușca), stânjenel (Iris graminea), stânjenel galben(Iris pseudacorus), lăcrămioară (Convallaria majalis), toporași (Viola odorata) , obsigă (Bromus mollis L.) sau păiuș (Festuca ovina).

## Căi de acces
- Drumul național (DN15D) - Vaslui (la o distanță de 11 km. față de acesta) - Mărășeni.
- Drumul județean (DJ207E) - Vaslui - Rediu - Brodoc, sud-vest de localitate, la o distanță de 1,5 km. se ajunge în rezervație

## Galerie foto

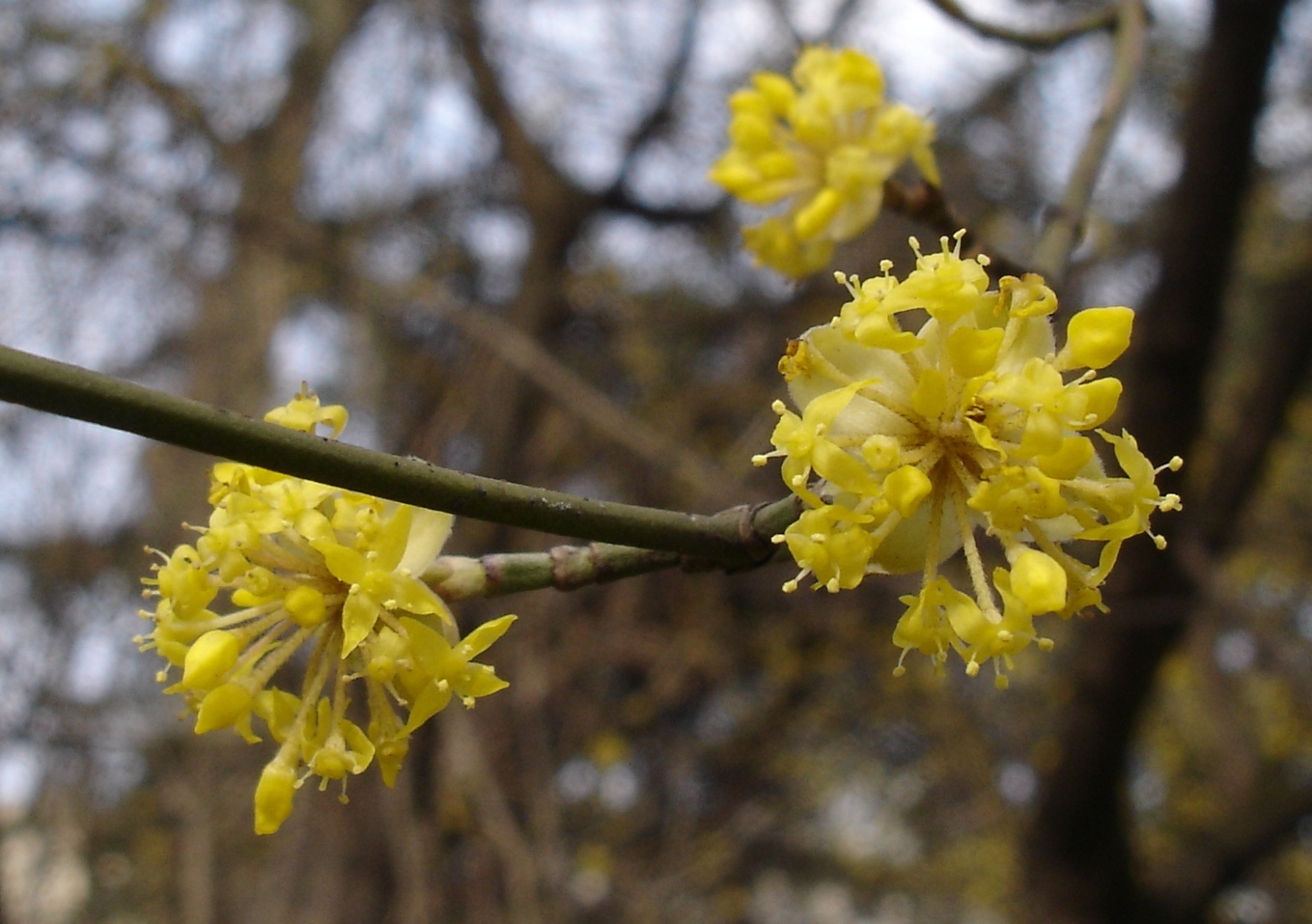
Corn înflorit
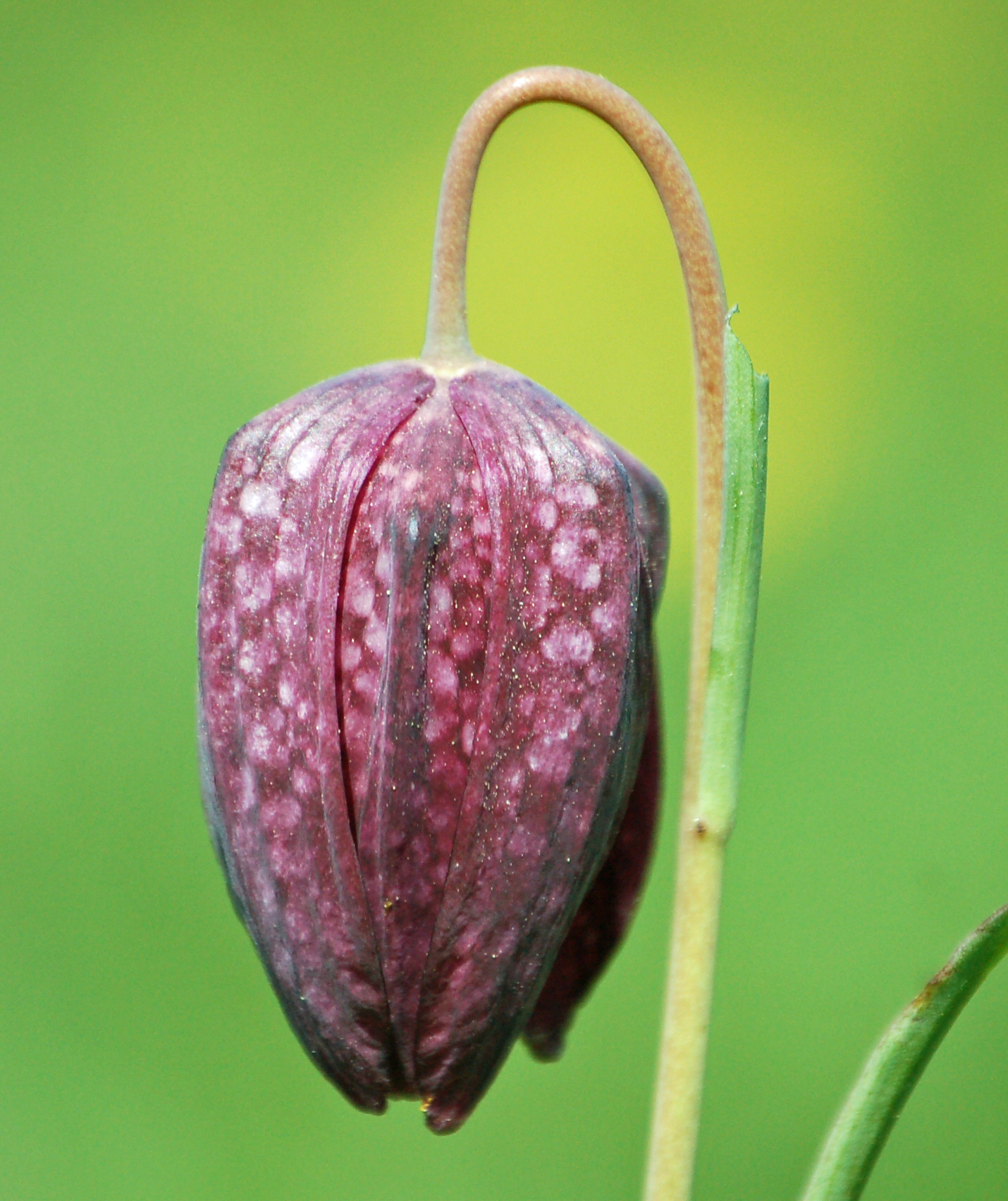
Lalea pestriţă
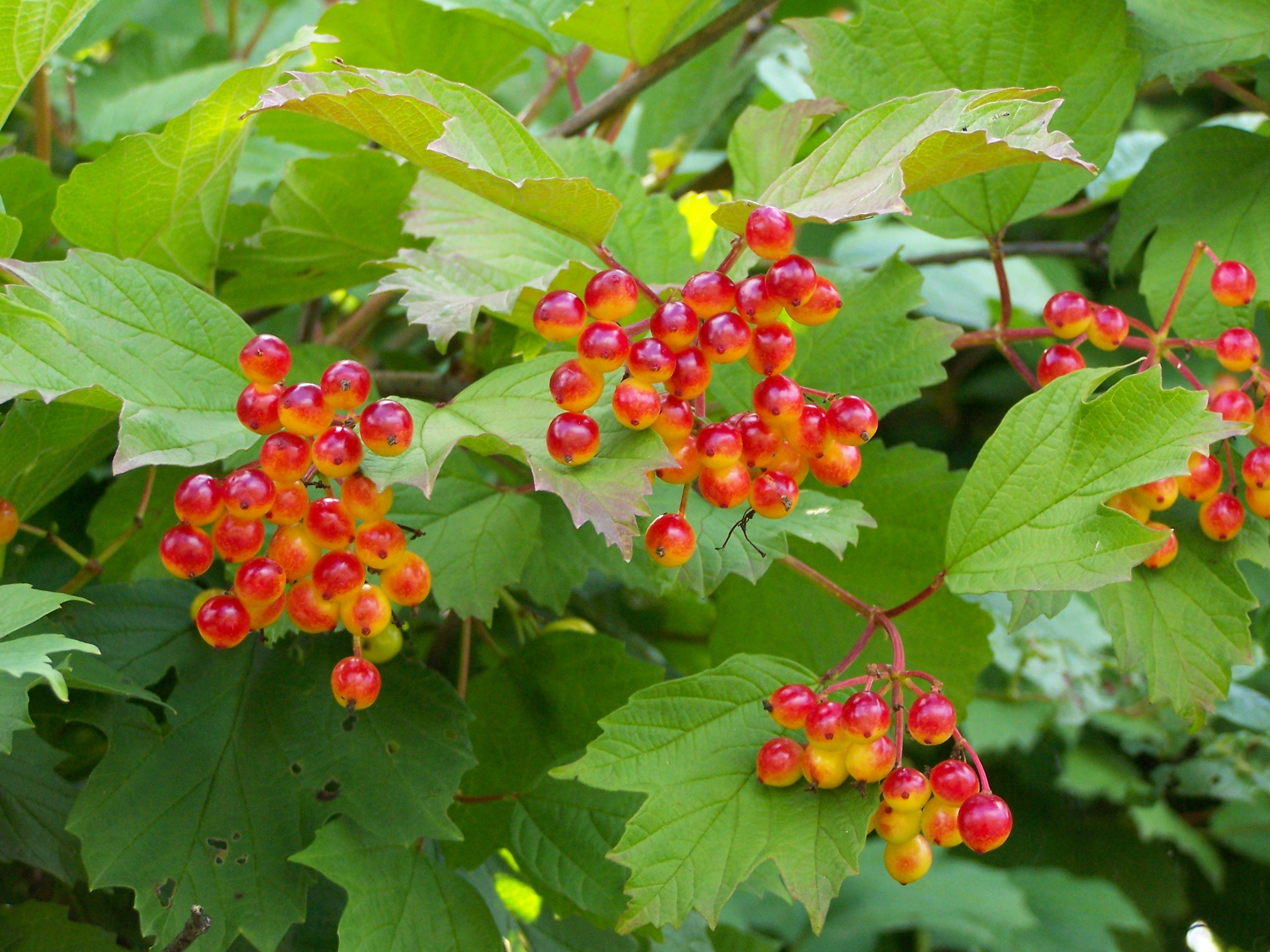
Călin